# Mr. Kahoona Positive Happiness Show
Mr. Kahoona Positive Happiness Show was een televisieprogramma van de Nederlandse omroep LLiNK. De twaalfdelige serie liep van 22 september tot 8 december 2005 en van 9 tot 30 augustus 2006 werd ook nog de vierdelige serie Kahoona Travel uitgezonden.
De Stem van Mr. Kahoona werd ingesproken door de Voice-Over/Imitator Boet Schouwink.
In het programma probeert Mr. Kahoona de kijker positiviteit en wijsheid bij te brengen. In werkelijkheid brengt hij voornamelijk verwarring en humor. Mr. Kahoona is een dikke getekende Indiase goeroe die kleurrijke kleding en doeken draagt en altijd een zonnebril op heeft. Hij maakt vaak vreemde, bijna swingende bewegingen tijdens het praten en spreekt Engels met een Indiaas accent en veel grammaticale fouten. 
Mr. Kahoona praat op die manier serieuzere reportages aan elkaar die meestal gaan over mensen die op zoek zijn naar geluk of een beter leven, die zich inzetten voor een betere wereld, of die in een moeilijke situatie zitten en daar toch iets van proberen te maken. 
Daarnaast zijn er nog korte filmpjes die als een reclameboodschap aandoen, waarin hij of de voice-over nog eens bevestigt wat Mr. Kahoona gezegd heeft.